# Simona Frapporti
Simona Frapporti (Gavardo, 14 luglio 1988) è un'ex pistard e ciclista su strada italiana, attiva nella categoria Elite dal 2008 al 2021. Specialista dell'inseguimento a squadre su pista, è stata campionessa europea 2016 e bronzo mondiale 2018 di specialità.

## Carriera
Sorella dei ciclisti professionisti Marco e Mattia Frapporti, è nata a Gavardo e cresciuta a Lavenone; sempre in provincia di Brescia, a Salò, ha conseguito il diploma di programmatore dopo i corsi di Ragioneria. È residente ad Anfo.
Debutta nelle competizioni agonistiche nel 1995, e ottiene presto ottimi risultati nelle gare su pista: nel 2003 e nel 2006 vince il titolo tricolore rispettivamente nella corsa a punti esordienti e nei 500 metri juniores. Debutta tra le Elite nel 2008, a diciannove anni, e nelle stagioni seguenti, dal 2011 al 2016, si aggiudica quattordici titoli nazionali in otto diverse specialità (sia di velocità che di endurance). A livello internazionale partecipa più volte ai campionati del mondo, ai campionati europei e alla coppa del mondo su pista, ottenendo come principali risultati, sempre nell'inseguimento a squadre, prima un bronzo ai campionati europei 2014 di Baie-Mahault, poi il titolo europeo di specialità ai campionati europei 2016 a Saint-Quentin-en-Yvelines e infine, pur gareggiando solo nel primo turno, il bronzo ai campionati del mondo 2018 ad Apeldoorn. Con il quartetto dell'inseguimento a squadre conquista anche, nel gennaio 2016, la qualificazione alla prova di specialità ai Giochi olimpici di Rio de Janeiro.
Nel 2008 fa il suo esordio tra le Elite anche su strada con la Titanedi-Frezza-Acca Due O, formazione giovanile di supporto al team Safi-Pasta Zara-Manhattan. Ottiene la prima vittoria nel 2012, in maglia BePink, in una tappa della Route de France. Due anni dopo, nel 2014, con le compagne dell'Astana-BePink (ex BePink) vince la medaglia di bronzo nella cronometro a squadre ai campionati del mondo svoltisi a Ponferrada. Tornata alla BePink nel 2019 dopo una stagione all'Alé-Cipollini e tre alla Hitec Products, nel gennaio 2020 si aggiudica una tappa al Women's Tour Down Under in Australia.
Dal 23 dicembre 2014 è tesserata per il Gruppo Sportivo Fiamme Azzurre in qualità di agente presso il Comando Carabinieri di Brescia. Annuncia il ritiro dalle corse nel febbraio 2021.

## Palmarès

### Pista
- 2011

Campionati italiani, inseguimento a squadre (con Gloria Presti e Silvia Valsecchi)
- 2012

Campionati italiani, velocità a squadre (con Giulia Donato)
Campionati italiani, inseguimento individuale
- 2013

Sei giorni delle Rose, omnium
Campionati italiani, velocità a squadre (con Silvia Valsecchi)
- 2014

Campionati italiani, 500 metri a cronometro
Campionati italiani, omnium
- 2015

Campionati italiani, velocità a squadre (con Maila Andreotti)
Campionati italiani, inseguimento a squadre (con Marta Bastianelli, Elena Cecchini, Tatiana Guderzo e Marta Tagliaferro)
Campionati italiani, corsa a punti
Campionati italiani, omnium
Trois Jours d'Aigle, corsa a punti
- 2016

Campionati italiani, scratch
Campionati italiani, omniumm
Trois Jours d'Aigle, corsa a punti
Campionati europei, inseguimento a squadre (con Elisa Balsamo, Tatiana Guderzo, Silvia Valsecchi e Francesca Pattaro)
Campionati italiani, inseguimento individuale
Campionati italiani, velocità a squadre (con Marta Bastianelli)

### Strada
- 2012 (BePink, una vittoria)

4ª tappa Route de France (Soissons > Pontault-Combault)
- 2013 (BePink, una vittoria)

Gran Premio Città di Porto San Giorgio
- 2020 (BePink, una vittoria)

4ª tappa Tour Down Under (Adelaide > Adelaide)

## Piazzamenti

### Grandi Giri
- Giro d'Italia

2009: 84ª
2010: 76ª
2011: 87ª
2012: 67ª
2013: ritirata (4ª tappa)
2014: 102ª
2016: ritirata (9ª tappa)
2017: 74ª

### Competizioni mondiali
- Campionati del mondo su pista

Minsk 2013 - Inseguimento a squadre: 8ª
Minsk 2013 - Omnium: 12ª
Cali 2014 - Inseguimento a squadre: 11ª
Cali 2014 - Omnium: 14ª
St Quentin-en-Yvelines 2015 - Inseg. a squadre: 8ª
St Quentin-en-Yvelines 2015 - Omnium: 13ª
Londra 2016 - Inseguimento a squadre: 6ª
Londra 2016 - Omnium: 12ª
Hong Kong 2017 - Inseguimento a squadre: 4ª
Apeldoorn 2018 - Inseguimento a squadre: 3ª
Pruszków 2019 - Inseguimento individuale: 15ª
- Campionati del mondo su strada

Limburgo 2012 - Cronosquadre: 6ª
Toscana 2013 - Cronosquadre: 11ª
Ponferrada 2014 - Cronosquadre: 3ª
Bergen 2017 - Cronosquadre: 9ª
Giochi olimpici
Rio de Janeiro 2016 - Inseg. a squadre: 6ª